# Holzbetonverbund
Holzbetonverbund (Holz-Beton-Verbund, HBV) ist eine Bauweise für Tragwerke. Die so erzeugten hybriden Tragkonstruktionen werden auch selbst als Holz-Beton-Verbund bezeichnet. Sie stellen eine Ausführungsvariante des Verbundbaus dar. HBV-Konstruktionen bestehen aus einem Holz- und einem Betonbauteil, welche unter Verwendung eines geeigneten Verfahrens (Formschluss, Verklebung) oder Verbindungsmittels (Mechanische Verbindungsmittel) möglichst schubfest miteinander verbunden werden. Die Verbindung zwischen Holz und Beton wird auch als Verbundfuge, Schubfuge oder Fuge bezeichnet. Bei der Herstellung des Betonteils wird zwischen Frischbeton-Verfahren und Fertigteil-Verfahren unterschieden.
Das Holzbauteil kann eine lineare (Balken, Träger) oder eine flächige (Brettsperrholz, Brettstapel) Form besitzen. Beim Betonbauteil ist die am häufigsten vorkommende Form eine flächig ausgebildete Betonplatte, da diese als aussteifende Scheibe wirken kann und eine Lastverteilung quer zu den linear geformten Holzbauteilen ermöglicht. Eine lineare Ausformung des Betonbauteils wird als Betonstreifen bezeichnet. Bei der Konstruktion eines auf Biegung belasteten Einfeldträgers wird das Betonbauteil überwiegend auf Druck, das Holzbauteil überwiegend auf Zug und Biegung beansprucht. Die Verbundfuge und somit die hier angeordneten Verbindungselemente zwischen Holz- und Betonbauteil verhindern eine Relativverschiebung der beiden Einzelbauteile. Die Fuge wird dementsprechend durch eine Schubkraft beansprucht, die von den Verbindungselementen last- und verformungskonform aufgenommen werden muss.

## Anwendung, Einsatzgebiete und Anforderungen
Holz-Beton-Verbundkonstruktionen finden sowohl im Hochbau (Neu- und Bestandsbau), wie im Brückenbau Anwendung. Dimension und Ausführung der einzelnen Querschnitte und der Verbundfuge orientieren sich an Beanspruchung und Anforderungen. Durch Kombination und Anordnung der zwei Querschnitte (Beton im oberen Drittel – druckbeansprucht, Holz im unteren Drittel – zug- und biegebeansprucht) sind sie eine effiziente und ressourcenschonende Alternative zu herkömmlichen Deckensystemen in reiner Holz- oder reiner Betonbauweise.

### Sanierung, Bestand, Revitalisierung und Altbau
In der Sanierung können alte Holzbalkendecken mit Holz-Beton-Verbund (HBV) ertüchtigt werden. HBV-Konstruktionen kommen sowohl im Denkmalschutz, als auch bei der urbanen Wohnraumgewinnung zum Einsatz. Trockenspeicher, Dachgeschosse und Halbgeschosse können durch eine HBV-Konstruktion für neue Nutzungen mit höheren Lasten ausgelegt werden. In der Regel wird eine Folie zur Vermeidung von Undichtigkeiten aufgelegt, dann mechanische Verbindungsmittel im Holzbauteil verankert, eine konstruktive Grundbewehrung zur Rissbreitenbegrenzung verlegt und fließfähiger, selbstverdichtender Ortbeton (Konsistenzklasse F6) eingebracht.
Aufgrund der Vorverformung der vorhandenen Holzbalkendecke ist der Einsatz von Fertigteilen oft nicht sinnvoll. Mit geschraubten Schubverbindern können Altbau-Decken zwischen 4 und 7 m Spannweite auf eine Verkehrslast von bis zu 5,0 kN/m² ertüchtigt werden. Neubau-Decken können bei Balkenabständen bis etwa 3,5 m und Spannweiten bis etwa 9 m zur Aufnahme von Verkehrslasten bis etwa 5,0 kN/m² hergestellt werden.

### Geschoss- und Wohnungsbau
HBV-Konstruktionen werden im Neubau oft aufgrund ihrer relativ zum Gewicht hohen Steifigkeit und Tragfähigkeit eingesetzt. Darüber hinaus ist bei mehrgeschossigen Holzbauten auch der Brandschutz ein maßgebender Parameter. Mit HBV-Konstruktionen wird es möglich, auch mehrgeschossige Holzbauten und sogar Hochhäuser mit tragenden Holzbindern auszustatten (Life-Cycle Tower One, Mjøstårnet).

### Brückenbau
Im Brückenbau werden bisher vor allem Fußgängerbrücken mit HBV-Konstruktionen ausgeführt. Es gibt jedoch bereits Ansätze, auch HBV-Brücken mit Spannweiten bis zu 20 m für den Schwerlastverkehr einzusetzen.

### Anforderungen
Zusätzlich zur Aufnahme der auftretenden Lasten bestehen heute vermehrt Anforderungen an Schwing- und Brandverhalten sowie an Luft- und Trittschalldämmung, die von reinen Holztragwerken oft nicht erfüllt werden können. Eine Verbesserung wird oft bereits durch die erhöhte Masse der Verbundkonstruktion erzielt. In der Vergangenheit wurde die Masse der Decke oft durch Schüttungen zwischen den Balken oder mineralische Deckschichten wie Zementestriche erhöht, die jedoch aufgrund des fehlenden Verbunds die Tragfähigkeit der Konstruktion vermindern, statt sie zu erhöhen. Bei HBV-Konstruktionen wird die aufgrund Schwingung und Schallschutz erforderliche Masse statisch wirksam, wodurch schlankere Deckenkonstruktionen möglich sind.

## Wirkungsweise
Der Wirkungsgrad des Verbundes von Holz und Beton – und damit die Biegesteifigkeit des Tragwerks – ist vor allem von der Verschiebesteifigkeit (Nachgiebigkeit und Kraftaufnahme) der verwendeten Verbindungstechnik abhängig. Eine Aussage über das Maß der Nachgiebigkeit der Verbundfuge des HBV-Systems liefert der Kennwert des „Verschiebungsmoduls Kser“ des gewählten Verbindungsmittels. Tragfähigkeit und Biegesteifigkeit der gesamten Konstruktion können je nach eingesetzter Verbindungstechnik um das 3- bis 5fache im Vergleich zu herkömmlichen Tragsystemen ohne Verbundtragwirkung erhöht werden.
Da der Beton eine sehr hohe Druckfestigkeit besitzt und zudem ein verhältnismäßig kostengünstiges Baumaterial ist, eignet er sich besonders gut für den Einsatz in einem Verbundtragwerk. Der Holzträger ist kombiniert auf Biegung und Zug beansprucht. Dadurch sind beide Materialien entsprechend ihrer Stärken eingesetzt und es erfolgt eine optimale Nutzung im Sinne der systembezogenen Tragfähigkeit, Gebrauchstauglichkeit und Ressourcennutzung.

## Verbindungstechnik
Für die Ausführung der Verbundfuge existieren verschiedene Techniken bzw. Ausführungsvarianten, welche sich hinsichtlich ihrer Tragwirkung in drei Kategorien gliedern lassen. Bei der Verwendung spezieller Verbindungsmittel wie Verbundschrauben muss die gewählte Variante von der obersten deutschen Baubehörde, dem DIBt und von durch die European Organisation for Technical Assessment anerkannten Instituten für den Einsatz in einem Holz-Beton-Verbundsystem zugelassen sein.

### Mechanische Verbindungsmittel
Als mechanische Verbindungsmittel werden Schrauben, Dübel und Streckmetalle bezeichnet, die entweder mechanisch von Hand eingebracht oder eingeklebt werden. Die Schubkräfte in der Verbundfuge werden hier hauptsächlich über lokale Zugkomponenten (Herausziehen des Verbindungsmittels aus dem Holz) oder durch Abscheren (Plastifizieren des metallischen Verbindungsmittels) übertragen.

#### Holz-Beton-Verbundschrauben
HBV-Schrauben gehören zu den bewährtesten und meistverbreiteten Verbundvarianten. Es gibt Systeme, bei welchen die Schrauben unter 45° zum jeweiligen Auflager hin geneigt, eingeschraubt werden. Die Schraube wird auf Herausziehen aus dem Holz belastet, und die Zugfestigkeit Fax der Schraube wird aktiviert. Andere Schraubensysteme werden senkrecht, paarweise oder gegeneinander gekreuzt im Winkel von 45°, 90° oder 135° eingeschraubt. Da bei Schraubenpaaren dennoch nur eine der beiden Schrauben auf Zug beansprucht wird, besitzen sie in der Regel geringere Tragfähigkeiten. Nach aktuellem Stand der Zulassungen darf zwischen Holzträger und Betonplatte eine maximal 50 mm dicke Schalung eingebaut werden bzw. vorhanden sein. Die damit einhergehende, reduzierte Einbindelänge der Schraube im Holz muss bei der statischen Berechnung berücksichtigt werden.

#### Holz-Beton-Verbunddübel
Holz-Beton-Verbundübel stellen eine Mischbauweise dar zwischen mechanischen Verbindungsmitteln und formschlüssigen Verbindungen. Die Dübel werden über senkrecht eingebrachte Schrauben auf das Holzbauteil geschraubt. Der Stahldübel wird von Frischbeton ummantelt. Holz-Beton-Verbunddübel werden unter anderem an der Universität Padua erforscht.

#### Streckmetalle
Streckmetalle (Lochbleche), welche streifenförmig in Faserrichtung ins Holzbauteil eingeklebt werden, kommen vor allem im Neu- und Brückenbau zum Einsatz. Mit einer Kreissäge muss eine Nut im Holzbauteil hergestellt werden, in welche das Streckmetall eingeklebt wird. Der herausragende Teil des Metalls wird mit Frischbeton vergossen. Eingeklebte Streckmetalle werden unter anderem an der Hochschule RheinMain erforscht. Ein Sonderfall der Streckmetalle sind die sogenannten Flachstahlschlösser. Sie werden quer zur Faser in eine gesägte Nut eingelassen. Ein Einkleben des Metalls in das Holzbauteil ist nicht notwendig.

### Formschluss
Als Formschluss wird die Ausführung der Verbundfuge bezeichnet, bei der die Schubkräfte in der Fuge hauptsächlich über Kontakt und lokale Druckspannungen übertragen werden. Hierzu zählen sogenannte Kerven und Nocken oder zylindrische Stahlrohre.

#### Kerve
Eine Kerve (Kerbe, Quer-Nut) ist eine quer zur Faser eingelassene Vertiefung im Holz, welche mit Beton verfüllt wird. Die Schubkraft wird über den Effekt der Verkeilung zwischen Holz und Beton übertragen. Zur Abhebesicherung müssen in jeder Kerve auch senkrecht eingedrehte Schrauben eingebracht werden. Kerven werden in unterschiedliche Geometrien hergestellt, wobei die rechteckige oder trapezförmige Form die Gängigste ist. Kerven sind derzeit Gegenstand der Forschung an der Universität Stuttgart.

#### Nocken, Stahlrohre, zylindrische Verbinder
Der Formschluss und der Verkeilungseffekt können ebenfalls durch Stahlstücke, Nocken, mit Beton gefüllte Stahlzylinder oder andere zylindrische Verbinder hergestellt werden. Die Verbundvariante der Nocke wird von einem Institut, welches von der EOTA anerkannt wurde, durch ETAs bauaufsichtlich zugelassen. Aufgrund der hohen Tragfähigkeiten von ca. 35 kN pro Verbinder und hohen Verschiebungsmoduln von ca. 19.300 N/mm wird das System oft in hochbelasteten Abschnitten (z. B. nahe dem Auflager) oder bei beengten Platzverhältnissen, was in der Altbausanierung oftmals vorkommt, eingesetzt. Die Verbundvariante kann mit beliebigen anderen Verfahren, wie z. B. Schrauben, kombiniert werden. Der Einbau erfolgt, indem ein Loch in das Holzbauteil gefräst wird, in welches die zylindrischen Verbinder senkrecht eingeschlagen werden.

### Flächiger Verbund
Im Gegensatz zu dem Verbund durch mechanische Verbindungsmittel oder Formschluss werden die Schubspannungen beim flächigen Verbund nicht lokal als Kontakt-, Lochleibungs- oder Zugspannungen übertragen, sondern kontinuierlich über die gesamte Verbundlänge. Aus mechanischer Sicht wird mit dem flächigen Verbund der maximale Verbundgrad erzielt, wodurch er statisch die wirkungsvollste Lösung darstellt.
In der Sanierung werden Holzbauteile durch streifenförmigen Aufguss von Reaktionsharzbetonen oder Polymermörteln verstärkt. Der Verbund basiert auf dem Klebeeffekt. Eine Scheibenwirkung oder eine durchgängige Platte wird hierbei meist nicht erzielt, es ist eine lokale Verstärkungsmaßnahme.
Im Geschoss-Neubau sowie im Brückenbau wird der Einsatz von Betonfertigteilen im flächigen Verbund an der Universität Kassel und dem Fraunhofer-Institut für Holzforschung erforscht. Nach erfolgreichen Untersuchungen mit sandgestrahlten Betonoberflächen und kalterhärtenden, 2K-Epoxidharzklebstoffen, wurden originalmaßstäbliche Versuche an Brückenträgern und Projekte mit heißerhärtenden Klebstoffen durchgeführt.

## Herstellung
Bei der Herstellung einer Holz-Beton-Verbundkonstruktion kann grundsätzlich zwischen einer Frischbetonierung auf der Baustelle (in situ) und einer Herstellung mit Betonfertigteilen unterschieden werden.

### Verfahren mit Betonierungin situ
Die Herstellung eines HBV-Tragwerks mit einer Betonierung vor Ort ist seit Jahren Stand der Technik. Sie wird vor allem in der Sanierung von Altbauten, bei der urbanen Wohnraumgewinnung in Dachgeschossen, sowie bei der Herstellung mittels Formschluss ausgeführt. Im Altbau ist dies oft die einzige Möglichkeit, da die hölzernen Bestandstrukturen in der Regel Verformungen und Krümmungen aufweisen, welche nicht mit Fertigteilen ausgeglichen werden können.
Bei der Ausführung werden die vorhandenen Holzbauteile in der Regel mit einer Folie abgedeckt, um ein Entweichen des Frischbetons aus Spalten und Ritzen zu vermeiden. Wird keine Folie verwendet, so sollte das Holzbauteil vor der Betonierung mit der Zementschlämme staubfrei gesäubert werden. Grund dafür ist, dass dem Frischbeton aufgrund der Saugwirkung des Holzes ansonsten Wasser entzogen werden könnte und im Betonrandbereich nicht mehr ausreichend Wasser zur Hydratation vorhanden wäre. Hinsichtlich einer chemischen Interaktion von Frischbeton und Holz konnte an historischen Bauwerken belegt werden, dass die Basizität des Betons dem Holz nicht schadet. Da der Beton vornehmlich auf Druck beansprucht ist, sind in der Regel niedrige Betonfestigkeitsklassen ausreichend.
Der Einbau von Schubverbindern erfolgt je nach System durch Schlitzen und Kleben, Einschrauben oder Bohren und Einschlagen. Sie wird gemäß der Vorgabe aus der zugehörigen bauaufsichtlichen Zulassung des verwendeten Schubverbinders mit einer konstruktiven Mindestbewehrung (z. B. Betonstahlmatte Q 188 A, oder gleichwertiger Stabstahl) ausgeführt. In der Sanierung beträgt die Plattendicke in der Regel zwischen 60 und 120 mm.
Die Betonplatte erhält aufgrund konstruktiver Erfordernisse (z. B. Rissbreitenbegrenzung beim Anfangsschwinden des Betons) üblicherweise eine Grundbewehrung mit dem Durchmesser 8 mm, alle 20 cm in beide Richtungen. Da die Betonplatte jedoch hauptsächlich auf Druckspannungen beansprucht ist, ist eine Bewehrung aus statischen Erfordernissen in der Regel nicht notwendig.

### Verfahren mit Betonfertigteilen
Vor allem im Neubau kommen vermehrt Systeme mit Betonfertigteilen zum Einsatz, da dadurch weniger Feuchtigkeit in den Bau eingebracht wird und zudem der Bauablauf signifikant beschleunigt werden kann. Stand der Technik ist die Herstellung des nachgiebigen Verbunds durch das Einbetonieren von Plastikhülsen und das nachträgliche Einbringen der HBV-Schrauben. Ein starrer, flächiger Verbund kann durch die Verklebung von Betonfertigteilen und Holz ausgeführt werden. Erste Pilotanwendungen, bei denen Stahlbetonfertigteile direkt auf der Baustelle flächig mit den Holzelementen verbunden wurden, finden sich beim Neubau eines Schulgebäudes in Kassel-Harleshausen.
Alternativ können auch ganze Holz-Beton-Verbund Elemente im Werk vorgefertigt werden. Zur Ausführung des Verbunds können hier alle zugelassenen Verbindungsmittel eingesetzt werden.

## Berechnungsverfahren
Die Verbundfuge kann unter Berücksichtigung der Bemessungsnormen für das Holz (aktuell EC5) und den Beton (aktuell EC2), unter Beachtung der Mechanik nachgewiesen werden. Mechanische Verbindungsmittel benötigen eine nationale, bauaufsichtliche Zulassung oder eine ETA. Maßgebend für die Tragfähigkeit und die Biegesteifigkeit des gesamten Systems ist die Steifigkeit der Verbundfuge (repräsentiert durch die Verbindungstechnik).

### Berechnungsverfahren zur Bestimmung der Tragfähigkeit
Zur Berechnung der Normal- und Schubspannungen im Querschnitt existieren verschiedene Verfahren. Die Wahl eines geeigneten Bemessungsverfahrens obliegt dem planenden Bauingenieur. Die für die Bemessung notwendigen Werte des Verbindungsmittels, wie E-Modul, Verschiebungsmodul Kser und charakteristischer Wert der Schubfestigkeit Tk können der jeweils gültigen bauaufsichtlichen Zulassung (ETA oder DIBt) entnommen werden. Geregelt sind auch die Mindestabstände der einzelnen Verbindungsmittel untereinander, parallel zur Faser, senkrecht zur Faser (bei mehrreihigem Einbau) und zum Rand des Holzquerschnittes. Einige Anbieter stellen eigene Software zur Berechnung von HBV-Tragwerken zur Verfügung. Da sich die errechneten Schnittgrößen mit der angenommenen Schraubenanzahl ändern, wird die Berechnung durch mehrmalige Iteration optimiert.

#### EC5 – Anhang B
Für einfache Berechnungen empfiehlt sich das sogenannte γ-Verfahren (auch bekannt als „Möhler-Verfahren“) nach EC 5-Anhang B. Dieses Verfahren ist jedoch nur unter bestimmten Randbedingungen anwendbar. Mehrfeldträger oder Einzellasten, wie sie in einem Dach in Form von Pfosten oder Streben vorkommen, können mit dem γ-Verfahren nicht berechnet werden.
Der γ-Faktor gibt Aufschluss über den Verbundgrad. Ein Verbundgrad von 100 % entspricht dem γ-Faktor von 1,0. Ein 100%-Verbund wird i. d. R. nur durch die Verklebung der einzelnen Querschnittsteile (z. B. verklebte Brettlamellen das sog. Brettschichtholz, Furnierschichtholz, Brettsperrholz oder verklebte Holz-Beton-Verbundbauteile) erreicht und im Allgemeinen als „starrer Verbund“ bezeichnet.
Wenn der γ-Faktor kleiner als 1,0 ist, so wird das Tragwerk als „nachgiebiger Verbund“ bezeichnet. Die Biegesteifigkeit dieser gemeinsam wirkenden Querschnitte wird maßgeblich durch die Steifigkeit (in Zulassungen repräsentiert durch den sogenannten Kser-Wert) der verwendeten Verbindungsmittel bestimmt.

#### FE-Modellierung
Zur Spannungsermittlung kann auch eine FE-Modellierung durchgeführt werden. Das Tragwerk kann mit Fachwerkstäben und Federn („Stabwerkmodell“), mit Scheibenelementen oder mit Volumenelementen modelliert werden.

#### Berücksichtigung des Langzeitverhaltens
Das Langzeitverhalten von HBV Konstruktionen ist aufgrund der Interaktion zeitabhängiger Parameter wie Kriechen, Schwinden und Relaxation ein wichtiger Teil der Bemessung. Zur korrekten Berechnung sind hier einige Modifikationen notwendig.

## Normung
Derzeit besteht noch keine eigene Norm für Holz-Beton-Verbund-Konstruktionen. Wenn für das jeweilige Verbindungsmittel eine ETA-Zulassung oder eine bauaufsichtliche Zulassung des DIBt vorhanden ist, dürfen diese in allen Bereichen des Bauwesens eingesetzt werden. Aktuell wird von wissenschaftlichen Institutionen aus ganz Europa eine Technical Specification erarbeitet, aus welcher eine zukünftige Norm in Ergänzung der EC 5 – Bemessung und Konstruktion von Holzbauten – entstehen soll.
Bezüglich des Schwingungsverhaltens von HBV-Konstruktionen als Deckenkonstruktion stellt die DIN 1052:2008-12 im Vergleich zur DIN 1052:1988 oder zum EC 5 höhere Anforderungen, was den Holz-Beton-Verbund insbesondere für die Sanierung alter Holzbalkendecken interessant macht, da diese Anforderung auf anderem Wege oft nicht erfüllt werden kann. Die Anfälligkeit für Schwingung bei der Verbundkonstruktion ist wesentlich geringer als bei einem einfachen Holztragwerk.